# Elliot Silverstein
Elliot Silverstein (* 3. August 1927 in Boston, Massachusetts als Elliot Hersh Silverstein; † 24. November 2023, in Los Angeles, Kalifornien) war ein US-amerikanischer Regisseur  und Filmproduzent. International bekannt wurde er durch die Kinofilme Cat Ballou – Hängen sollst du in Wyoming, Ein Mann, den sie Pferd nannten und Der Teufel auf Rädern.

## Leben und Karriere
Elliot Silverstein wurde 1927 in Boston im Bundesstaat Massachusetts geboren. Als Absolvent der Yale Drama School lehrte Silverstein zu Beginn seiner Karriere Kurse am Theater, bevor er 1954 in der US-amerikanischen Serie Omnibus eine Laufbahn als Regisseur im Fernsehen startete. Von 1954 bis 1964 inszenierte Silverstein Dutzende von Episoden von namhaften Fernsehserien, darunter Episoden von Omnibus, Suspicion, The Westerner, Route 66, Have Gun – Will Travel, Gnadenlose Stadt, Heute Abend Dick Powell, Dr. Kildare, Unglaubliche Geschichten, Preston & Preston oder Stunde der Entscheidung.
1965 begann er seine Filmkarriere im Kino als Regisseur mit der satirischen Westernkomödie Cat Ballou – Hängen sollst du in Wyoming mit Jane Fonda. Der Film gewann international zahlreiche Preise, unter anderem den Oscar in der Kategorie Bester Hauptdarsteller für Lee Marvin. Viel zum Erfolg des Films hatte auch der virtuose Score des Komponisten Frank De Vol beigetragen, der auch die Musik zu Silversteins nächstem Film, der Komödie Die Meute mit Anthony Quinn in der Hauptrolle komponieren sollte.
1970 führte Silverstein dann erneut Regie bei einem Western, dieses Mal bei dem Drama Ein Mann, den sie Pferd nannten mit Richard Harris in der Titelrolle. Den viel beachteten Soundtrack schuf der Komponist Leonard Rosenman, der auch den dramatischen Score zum Horrorthriller Der Teufel auf Rädern im Jahr 1977 für Silverstein schreiben sollte, den dieser nicht nur inszenierte, sondern auch gleich noch selbst produzierte. Hauptdarsteller des Films war James Brolin.
In den 1980er und 1990er Jahren kehrte Elliot Silverstein dann als Regisseur mit einer Reihe von Fernsehfilmen und Episoden von populären Fernsehserien wie Geschichten aus der Gruft und Picket Fences – Tatort Gartenzaun zu seinen Ursprüngen im TV zurück.
Mit dem Action-Krimi Flashfire, veröffentlicht 1994 in der Besetzung Billy Zane und Louis Gossett Jr. leistete er seinen letzten Beitrag für die große Leinwand.
Als unermüdlicher Kämpfer hinter den Kulissen half Silverstein darüber hinaus bei der Durchsetzung von Verbesserungen für Regisseure im Schneideraum und in den 1980er Jahren beim Schutz von alten klassischen Hollywood-Filmen gegenüber der modernen Computer-Einfärbung des Medienmoguls Ted Turner im Fernsehen.
Elliot Silverstein war von 1961 bis 1968 mit der Schauspielerin Evelyn Ward verheiratet. Er war der ehemalige Stiefvater des Schauspielers David Cassidy. Seit 1982 war er in zweiter Ehe mit Alana King vermählt.

## Auszeichnungen
- 1966: Golden-Globe-Award-Nominierung als bester Regisseur in der Kategorie Bester Film – Komödie oder Musical für Cat Ballou – Hängen sollst du in Wyoming

## Filmografie
Filmografie als Regisseur

### Kino
- 1965: Cat Ballou – Hängen sollst du in Wyoming (Cat Ballou)
- 1967: Die Meute (The Happening)
- 1970: Ein Mann, den sie Pferd nannten (A Man Called Horse)
- 1974: Nachtmahr (Nightmare Honeymoon)
- 1977: Der Teufel auf Rädern (The Car)
- 1994: Flashfire

### Fernsehen
- 1954–1956: Omnibus (Fernsehserie, zwei Episoden)
- 1958: Suspicion (Fernsehserie, zwei Episoden)
- 1960: Black Saddle (Fernsehserie, eine Episode)
- 1960: Gefahr unter Wasser (Assignment: Underwater, Fernsehserie, eine Episode)
- 1960: The Westerner (Fernsehserie, eine Episode)
- 1961: Checkmate (Fernsehserie, eine Episode)
- 1960–1961: Route 66 (Fernsehserie, fünf Episoden)
- 1961: Have Gun – Will Travel (Fernsehserie, eine Episode)
- 1961–1962: Gnadenlose Stadt (Naked City, Fernsehserie, acht Episoden)
- 1962: Belle Sommers (Fernsehfilm)
- 1962: Heute Abend Dick Powell (The Dick Powell Show, Fernsehserie, eine Episode)
- 1961–1963: Dr. Kildare (Fernsehserie, zwölf Episoden)
- 1961–1964: Unglaubliche Geschichten (Fernsehserie, vier Episoden)
- 1962–1964: The Nurses (Fernsehserie, vier Episoden)
- 1962–1964: Preston & Preston (The Defenders, Fernsehserie, vier Episoden)
- 1963: Breaking Point (Fernsehserie, eine Episode)
- 1963–1964: Stunde der Entscheidung (Kraft Mystery Theatre, Fernsehserie, drei Episoden)
- 1964: Arrest and Trial (Fernsehserie, eine Episode)
- 1986: Verraten (Betrayed by Innocence, Fernsehfilm)
- 1987: Night of Courage (Fernsehfilm)
- 1987: An einem Freitagabend (Fight for Life, Fernsehfilm)
- 1990: Rich Men, Single Women (Fernsehfilm)
- 1991–1994: Geschichten aus der Gruft (Tales from the Crypt, Fernsehserie, vier Episoden)
- 1993: Picket Fences – Tatort Gartenzaun (Picket Fences, Fernsehserie, eine Episode)

Filmografie als Filmproduzent
- 1977: Der Teufel auf Rädern (The Car)